# Jacques Faure (1873-1910)
Cet article concerne l'aérostier et explorateur français. Pour l'officier et sportif français, voir Jacques Faure.
Pour les articles homonymes, voir Jacques Faure et Faure.
Jacques Faure, né le 23 juillet 1873 à Meudon et mort le 2 décembre 1910 au Canada, est un sportif, aérostier et explorateur français, pionnier de l'aéronautique.

## Biographie

### Débuts
D'une famille de la bourgeoisie protestante bordelaise, nait dans le quartier Bellevue à Meudon, Jacques Albert Camille Faure est le fils d'Albert Faure, directeur et administrateur de la compagnie d'assistances sur la vie L'Union, et de Marie Oberkampf, petite-fille du baron Émile Oberkampf et veuve d'un Vernes. Frère de l'artiste peintre Marthe Pasteur, il est le cousin germain du général Raoul Voruz, du Dr Amédée Baumgartner (père de Wilfrid Baumgartner), de Louis et Daniel Couve.
Après avoir suivi de brillantes études au lycée Condorcet et au Royaume-Uni, il fait son volontariat à Versailles, dans l'artillerie à cheval.
Il se marie en 1896 avec Yvonne Gallay, petite-fille de Jules Gallay et sœur de Robert Gallay. Il achète le yacht Tatiana, sur lequel ils passent leur lune de miel, et est admis comme membre de l'Union des yachts français. Leurs deux fils sont morts pour la France, l'un, Thierry, en 1918 et l'autre, Roger, en 1940.
Sportif, il pratique jeune le rugby, le yachting et la course automobile, ayant notamment était le compagnon de route du duc de Montpensier lors de son raid automobile entre Saïgon et les ruines d'Angkor.
Il préside l'Olympique, club parisien de rugby à XV et de football, l'année où ce dernier remporte le championnat de France de rugby à XV 1895-1896.

### Le pionnier de l'aéronautique
Il fait la rencontre de Georges de Castillon de Saint-Victor, avec lequel il se lie d'amitié et qui lui fait découvrir l'aérostation. Membre de l'Aerostatic Club, Faure est cofondateur de l'Aéro-Club de France, dont il devient dès la création le trésorier et membre du conseil d'administration. Il réalise son baptême de l'air le 17 juin 1899, à bord du Centaure, dirigé par Henry de La Vaulx, puis, le 20 octobre suivant, fait partie du voyage de l'Aéro-Club, dont son épouse est la marraine et dont le comte de La Vaulx est le capitaine, en compagnie de Henri de La Valette et d'Ernest Archdeacon.
Réalisant plusieurs voyages à travers tout l'Extrême-Orient, il est le représentant de la Compagnie internationale des wagons-lits à Pékin en 1900 et y fonde l'hôtel des wagons-lits. Il réalise en solitaire le voyage du Tonkin en Birmanie, dont il rapporte un itinéraire détaillé en 1901.
Lors du grand concours de l'Exposition universelle de 1900 à Paris, il termine troisième au classement général.
Il est décoré de l'ordre des Palmes académiques en 1902.
Dans la nuit du 11 au 12 février 1905, il réalise une remarquée traversée de la Manche en ballon (« Aéro-Club II »). Il reçoit à la suite de cela une médaille d’argent de l'Aéro-Club de France (son jeune cousin, le futur aviateur Hubert Latham, qui l'accompagne comme passager pour son baptême de l'air, recevra une médaille de bronze) et une médaille de la Société française de topographie. Son journal de bord (« De Londres à Paris en ballon – Mon carnet de bord ») est publié cette même année par le magazine La Vie au grand air.
Cette même année, il remporte la première édition du Grand prix annuel de l'Aéro-Club de France avec son ballon « La Kabylie », grâce à un voyage (18h) de 1 314 kilomètres entre les Jardins des Tuileries, à Paris, et Kirchdrauf, en Hongrie.
Il est choisi par l'Aéro-Club de France en 1909 pour défendre les couleurs françaises lors de la Coupe aéronautique Gordon Bennett. Peu avant ce choix, il se met également à l'aéroplane et se fait construire un aérostat de 480 m3.
En 1909, Faure est le premier à survoler la Chine en ballon, lors d'une expédition d'exploration de la Chine occidentale avec le comte Charles de Polignac (frère de Melchior de Polignac), où ils furent conduis par le capitaine de frégate Louis Audemard à bord de la Doudart de Lagrée. Ils remontent alors le Yang-Tsé sur la canonnière Doudart de Lagrée, jusqu'à Tchoung-King puis le Min-Ho jusqu'à Chengdu où ils sont accueillis par le consul Pierre Bons d'Anty. Ils visitent ensuite Xichang puis gagnent Leshan où les trois hommes escaladent le Mont Emei avant de redescendre dans la vallée du Yalong où ils rencontrent les missionnaires Mgr Jean Budes de Guébriant et le Père Arnaud, qui prennent part à leurs côtés à une partie de l'expédition. Deux cents kilomètres du Ningyuanfu sont alors relevés jusqu'à la confluence avec le Yang-Tsé. Atteignant Likiang, Audemard continue seul le voyage (il en publie en 1914 un atlas en trente-sept feuilles), Faure et Polignac regagnant Hanoï. 
Toujours cette même année, il réalise plusieurs essais de dirigeables à Monaco, dont l'un se termine par un atterrissage mouvementé sur le Musée océanographique de Monaco.
Membre de la Société générale d'aérostation et d'automotion aériennes, il est admis comme membre honoraire de la Royal Aero Club et de la Royal Aeronautical Society.
Il perd la vie au cours d'une expédition de chasse dans le grand-nord canadien, le 2 décembre 1910, à l'âge de trente-sept ans. Il est enterré au cimetière du Père-Lachaise le 19 décembre avant d'être transféré au cimetière de Passy (15e division) le 1er mai 1912.
Il avait formé de nombreux élèves, dont notamment Émile Dubonnet.

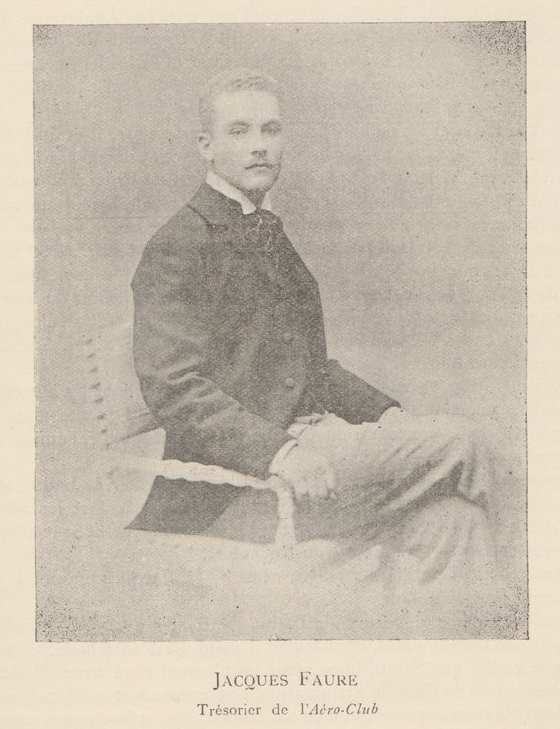
Jacques Faure, trésorier de l'Aéro-Club (L'Aérophile, 1900).
"Jacques Faure, Aéronaute et Explorateur", en Une de l'Excelsior du 4 décembre 1910.
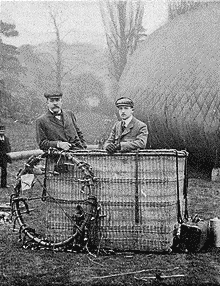
Jacques Faure et Hubert Latham, photographiés dans leur nacelle avant leur voyage aérien de Londres à Paris (L'Illustration, 1905).
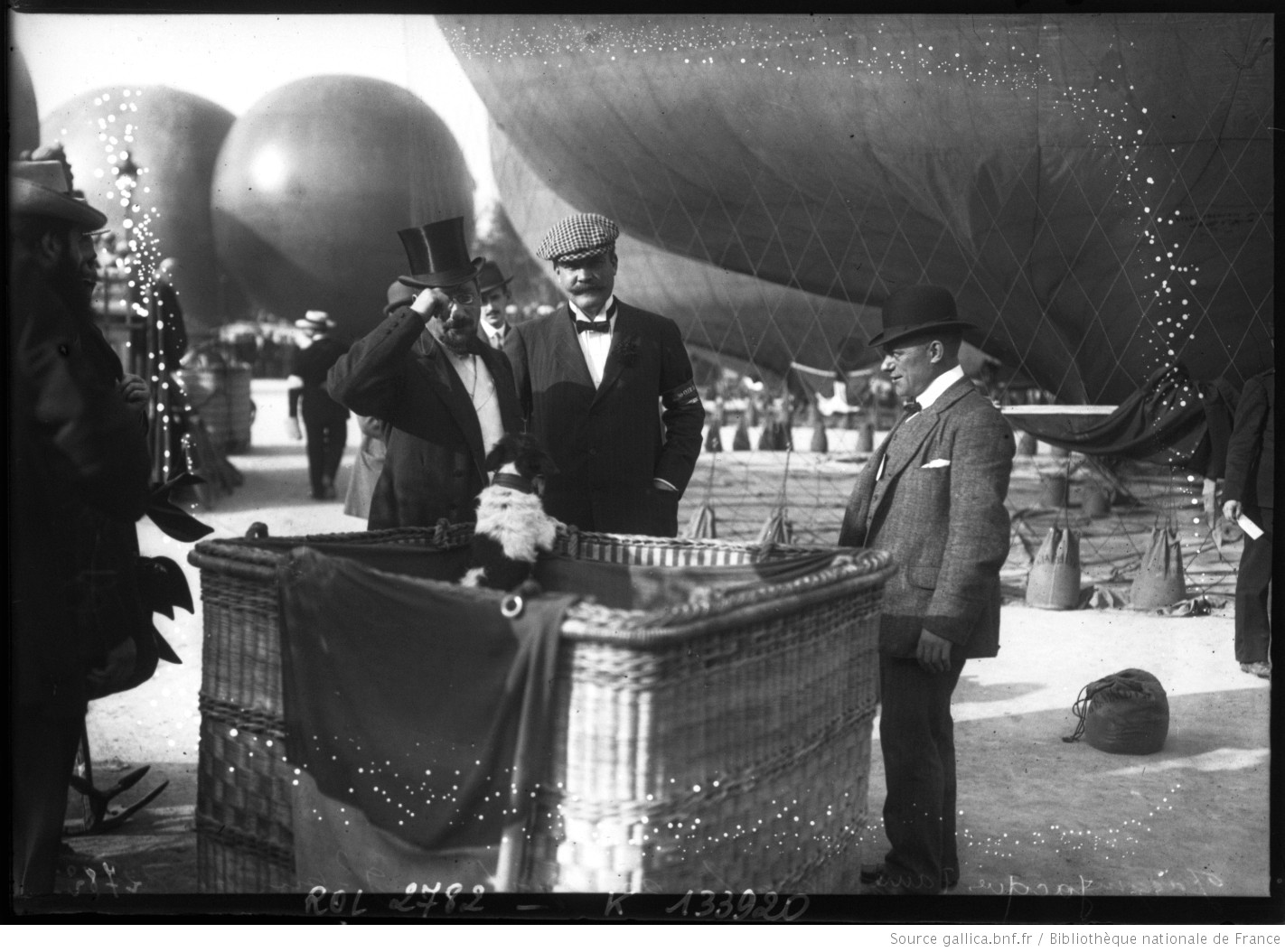
Jacques Faure avant son départ au Grand prix de l'Aéro-Club de France (4 octobre 1908).
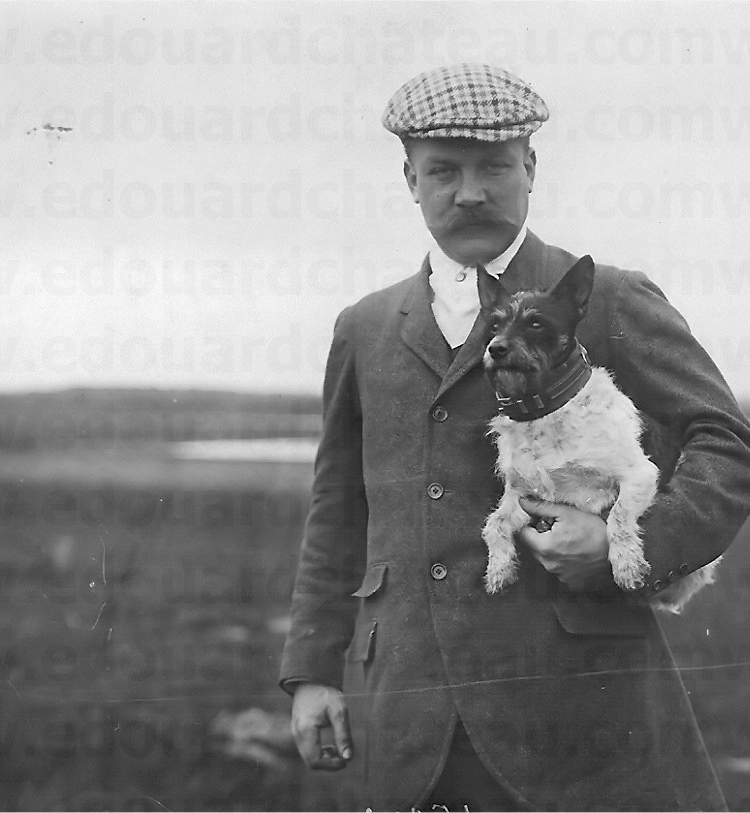
Jacques Faure et son chien « dirigeable » (1909).
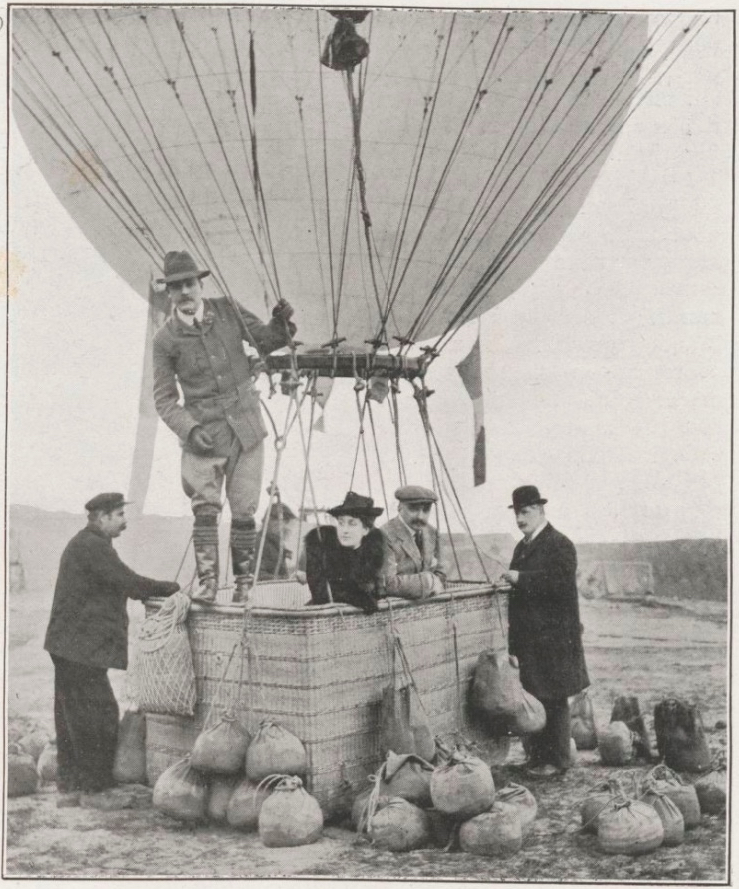
M. et Mme Georges Victor-Hugo, piloté par Jacques Faure, à bord de l'"Aéro-Club", à destination du lac de Constance.
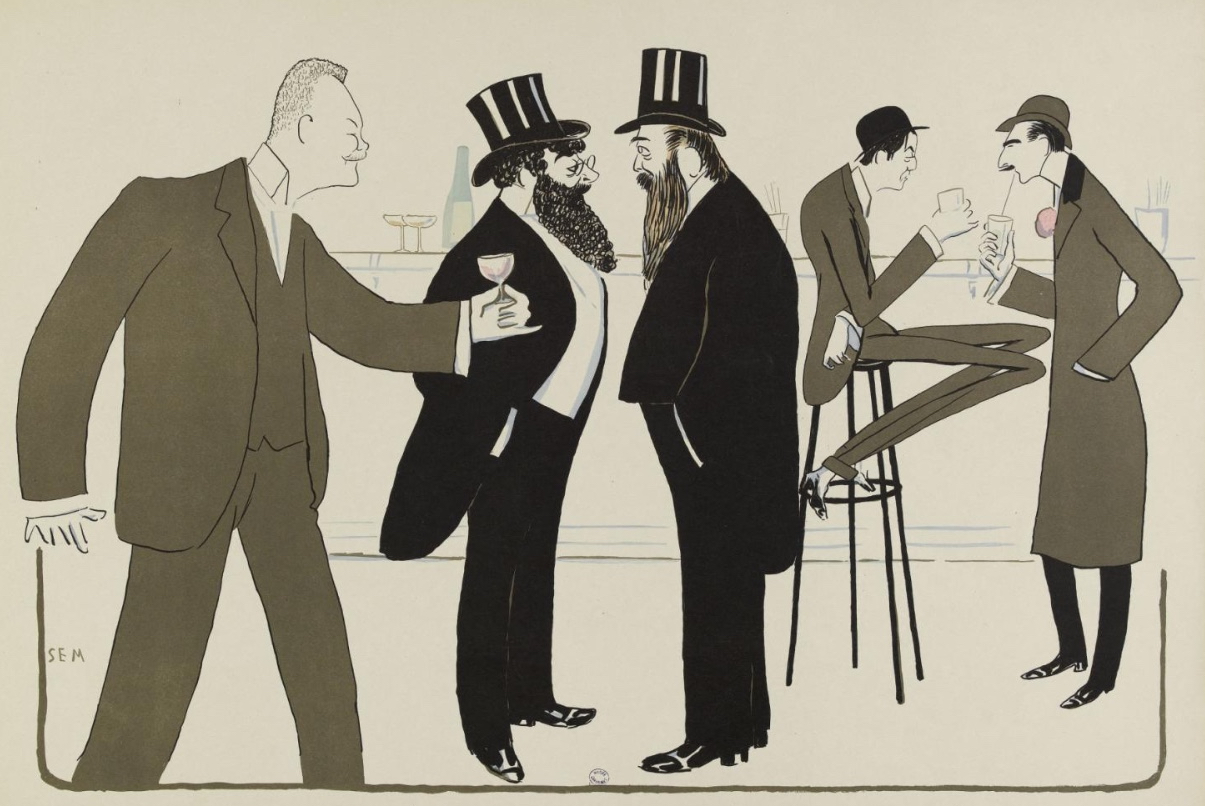
Album blanc à cachet orange - Jacques Faure, Tristan Bernard, Constant Say, le marquis de Saint-Sauveur et le comte de Cessel, par Sem (1904).

## Sources
- Portraits d'aéronautes contemporains : Jacques Faure, trésorier de l'Aéro-Club (L'Aérophile, 1900)
- Wilfrid de Fonvielle, « Jacques Faure avant son départ au Grand prix de l'A.E.C.F [4-10-1908, aéronautique : [photographie de presse] / [Agence Rol] »]
- « Le sport aéronautique : un héros du ballon libre : M. Jacques Faure » (Le Sport universel illustré, 1907)
- « Jacques Faure » (Le Sport universel illustré, 1910)